# نوری (تربت حیدریه)
نوری رخ (تربت حیدریه)، روستایی از توابع بخش جلگه‌رخ شهرستان تربت حیدریه در استان خراسان رضوی ایران است.

## جمعیت
این روستا در دهستان میان‌رخ قرار دارد و براساس سرشماری مرکز آمار ایران در سال ۱۳۸۵، جمعیت آن ۵۶۰ نفر (۱۲۵خانوار) بوده‌است.این روستا در قسمت کوهستانی واقع شده و زمستانی بسیار سرد و تابستانی خنک دارد. محصولات این روستا زعفران ،چغندر،گندم، جو و سیب زمینی می‌باشد از مکانهای زیارتی و گردشگری می‌توان به بازه نوری و مزار بی بی سیده معروف به کورساعت اشاره نمود.